# Premnoplex
Premnoplex är ett fågelsläkte i familjen ugnfåglar inom ordningen tättingar. Släktet omfattar endast två till tre arter med utbredning i Latinamerika från Costa Rica till centrala Bolivia:
- Fläckig piggstjärt (P. brunnescens)
- Vitstrupig piggstjärt (P. tatei)
  - "Pariataggstjärt" (P. [t.] pariae) – urskiljs som egen art av BirdLife International